# Nisrine Mouawad
Nisrine Mouawad (* 14. September 2009) ist eine libanesische Leichtathletin, die im Weit- und Dreisprung an den Start geht.

## Sportliche Laufbahn
Erste internationale Erfahrungen sammelte Nisrine Mouawad im Jahr 2025, als sie bei den U18-Asienmeisterschaften in al-Qatif mit 5,00 m den achten Platz im Weitsprung belegte und auch im Dreisprung mit 10,75 m auf Rang acht gelangte.
2024 wurde Mouawad libanesische Meisterin im Dreisprung und im Siebenkampf.

## Persönliche Bestleistungen
- Weitsprung: 4,61 m, 30. Juni 2024 in Beirut
- Dreisprung: 10,75 m (−0,1 m/s), 18. April 2025 in al-Qatif
- Siebenkampf: 2776 Punkte, 30. Juni 2024 in Beirut